# Villafranca del Bierzo
Villafranca del Bierzo es un municipio y villa española de la provincia de León, en la comunidad autónoma de Castilla y León. Se encuentra al oeste de la comarca de El Bierzo y cuenta con una población de 2659 habitantes (INE 2024). En ella confluyen los ríos Burbia y Valcarce. Es uno de los municipios leoneses en los que se habla gallego.
En 2015, en la aprobación por la Unesco de la ampliación del Camino de Santiago en España a «Caminos de Santiago de Compostela: Camino francés y Caminos del Norte de España», España envió como documentación un «Inventario Retrospectivo - Elementos Asociados» (Retrospective Inventory - Associated Components) en el que en el n.º 1888 figura Villafranca del Bierzo con un ámbito delimitado de elementos asociados.

## Geografía
Integrado en la comarca de El Bierzo, se sitúa a 132 kilómetros de la capital provincial. El término municipal está atravesado por la Autovía del Noroeste entre los pK 403-407 y 409-410, así como por la carretera nacional N-6 y la carretera provincial LE-713 que permite la comunicación con Cacabelos.
El relieve del extenso municipio cuenta con dos zonas diferenciadas. El sureste del territorio es más llano, al encontrarse en el valle del río Burbia, que en su descenso, recibe las aguas del río Valcarce en el núcleo urbano. El resto del territorio es más montañoso, con numerosos valles formados por arroyos y ríos de montaña (Burbia, Porcarizas, Tejeira), llegando hasta la Sierra de Ancares que marca el límite entre las provincias de Lugo y León. Incluye el espacio protegido de la Reserva de la Biosfera de los Ancares leoneses. Los puntos más elevados del municipio son los picos Peñarredonda (1446 m), Monte da Fervenza (1507 m) y Alto da Fiosa (1531 m), aunque las mayores altitudes se encuentran ya en la Sierra de Ancares, en el límite con la provincia de Lugo, donde se superan los 1800 metros. La altitud del municipio oscila por tanto entre los 1849 metros (Corno Maldito) en plena Sierra de Ancares y los 470 metros en el valle del río Burbia. La localidad se alza en una llanura junto al río Burbia a 500 metros sobre el nivel del mar.
| Noroeste: Cervantes (provincia de Lugo) | Norte: Vega de Espinareda          | Noreste: Vega de Espinareda             |
| Oeste: Balboa, Trabadelo y Corullón     |                                    | Este: Vega de Espinareda y Cacabelos    |
| Suroeste: Corullón                      | Sur: Corullón y Toral de los Vados | Sureste: Cacabelos y Toral de los Vados |

## Historia

### De su fundación al Señorío de Villafranca

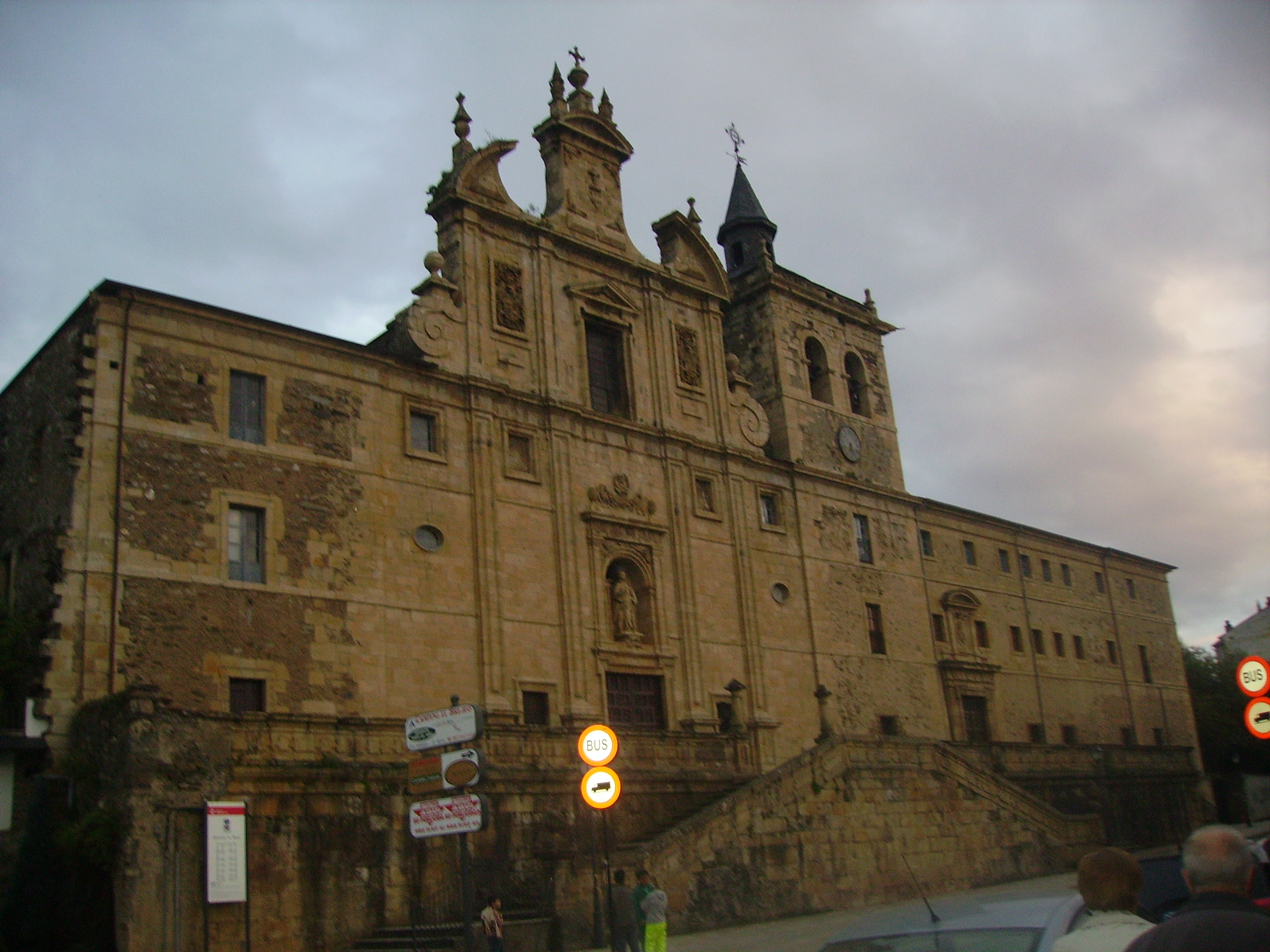
Convento de los Padres Paúles

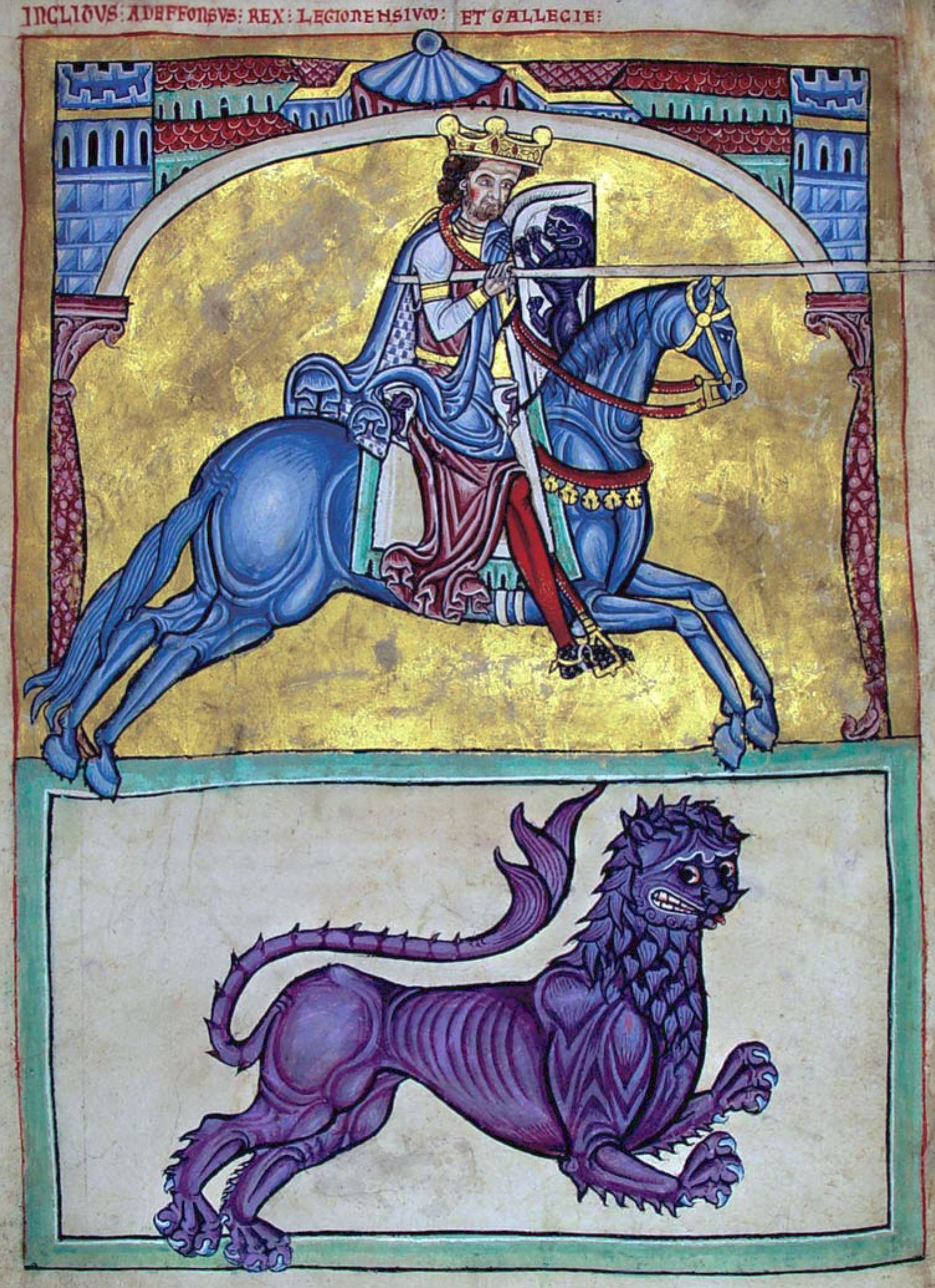
Alfonso IX de León concedió fuero propio a Villafranca del Bierzo en 1192

Hachas neolíticas, una punta de lanza de bronce y un supuesto ídolo de la Edad del Bronce, conservados en el museo situado en antiguo colegio de Jesuitas de San Nicolás, son los testigos materiales de una población que podría haber habitado en la zona en época prerromana y romana, a la vista de los abundantes restos castreños y de las explotaciones auríferas.
El cercano Castro de la Ventosa, nos da fe del emplazamiento de la primitiva ciudad celta de Bergidum, luego trasladada a Cacabelos con el nombre de Bergidum Flavium como capital del Convento Jurídico de Astorga. Y por la zona discurrirían las calzadas prerromanas XIX y XX mencionadas en el Itinerario de Antonino.
La cita más antigua conocida sobre la zona es de época de Bermudo I el Diácono, por el año 791, como lugar de una batalla, librada junto al Burbia, entre los musulmanes que regresaban de Galicia y los cristianos del rey asturiano, quedando diezmadas sus huestes en la refriega y cediendo la corona a su sobrino Alfonso II el Casto.
El comienzo de las peregrinaciones a Compostela, tras el descubrimiento del cuerpo del Apóstol en el año 813, y las dificultades para atravesar el Camino hacen que vayan surgiendo núcleos privilegiados para asistencia de los peregrinos y Villafranca sería la antesala del angosto valle del río Valcarce, junto a los pasos o puentes sobre el río Burbia, el Valcarce y el arroyo de la Barburiña, constituyendo el término de una de las jornadas de peregrinación a Santiago en el Codex Calixtinus. (Rabanal-Villafranca-Triacastela).
Aunque la leyenda relacione los orígenes de Villafranca con los vaqueiros de Tineo y Luarca que bajaban a las brañas de Valdeprado y Leitariegos y que, deseando valles de mayor bonanza, confiaron la búsqueda en una vaca blanca que vino a asentarse en Villafranca, el origen más propio se asocia al monasterio de Santa María de Cluniaco o Cruñego, donde benedictinos franceses de Cluny se asientan en 1070 bajo el reinado de Alfonso VI de León, para atención de los peregrinos franceses y trayendo, entre otras cosas, el cultivo de la vid. También se asocia a los hospitales para atención de peregrinos que surgen a lo largo de la Ruta.

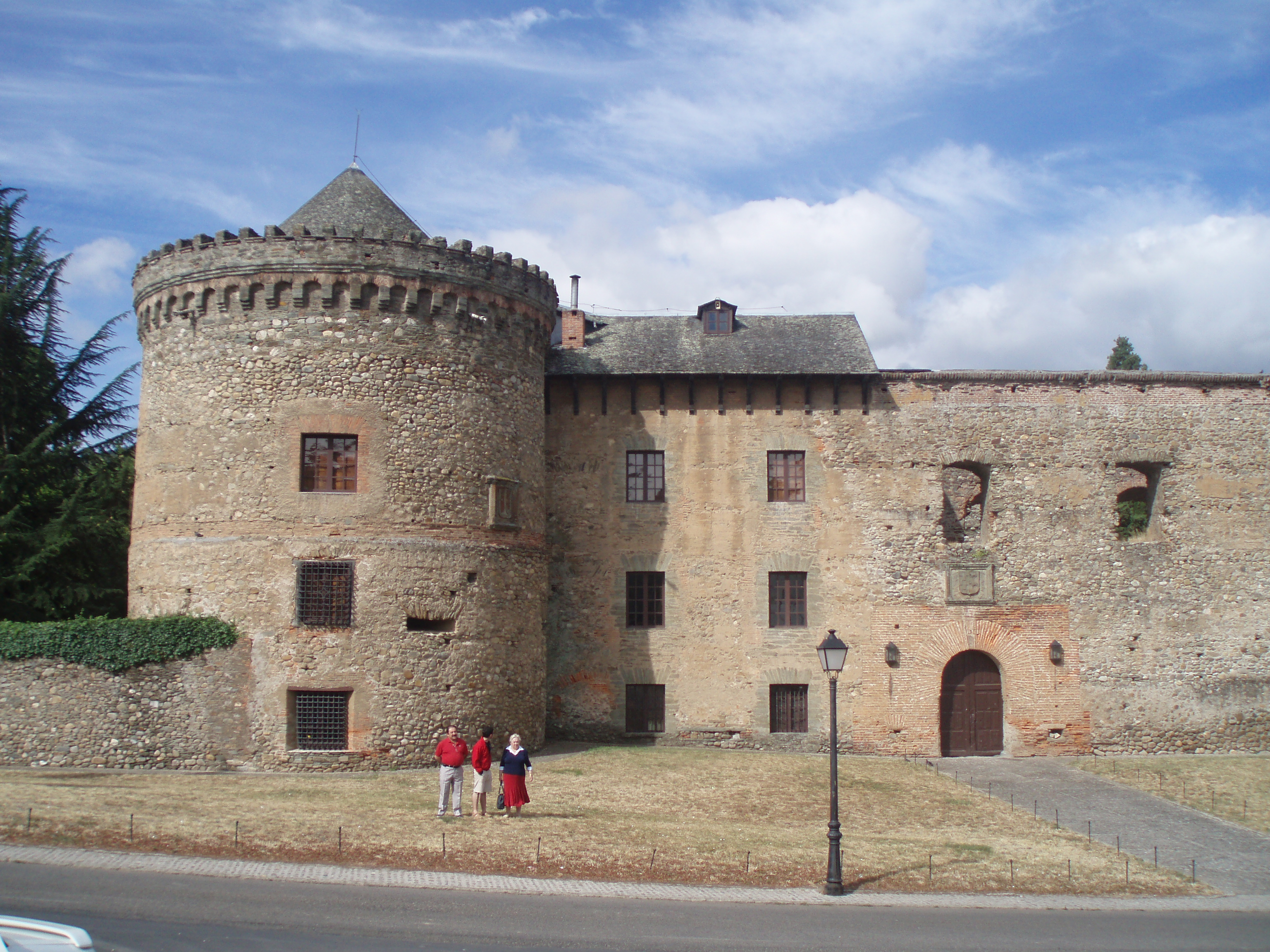
Castillo de Villafranca del Bierzo

Junto con lo anterior, se fue formando un burgo de francos, peregrinos franceses que permanecerían en estas tierras y que daría el nombre villa francorum e importancia a la población. Sin duda se establecerían también judíos, gallegos y gentes de otras tierras. También se habla de villa sin franquicias. Durante varios siglos tendría dos corregidores, uno para los francos y otro para los del lugar.
El auge de la ruta inclina al rey Alfonso VI de León a otorgar una cédula el 17 de diciembre de 1072, eximiendo a los peregrinos del pago del portazgo que exigía el castillo de Santa María de Autares, próximo a Villafranca, en «ofrenda al Apóstol bajo cuyo poder está toda España».
También es mencionado el Vico Francorum en un documento de 1120 y se conservan otros que recogen transacciones urbanas (1147) o licencias (de Urraca a Pedro Bruno en 1152 para construir un horno). En 1186, el obispo de Astorga obtuvo una bula papal para fundar una iglesia en suelo próximo a Villafranca, que pudiera ser la de Santiago, donde los concheiros imposibilitados de concluir la ruta jacobea podrán aquí ganar el jubileo.

### Señorío y marquesado

Escudo del Marqués de Villafranca

Antes de acabar el siglo XII, Alfonso VII de León le otorgó el señorío, situando al frente a su hermana, la infanta Sancha Raimúndez. Se continuó con Urraca, esposa del rey Fernando II de León, monarca que repuebla la villa y fecha en ella hasta veinte cartas, y con la reina Teresa, esposa de Alfonso IX de León, rey que visitó la villa en diecinueve ocasiones y otorga el 1 de febrero de 1192 los primeros Fueros, confirmados en 1230, a María de la Cerda (condesa de Medinaceli) hasta llegar a Pedro Fernández de Castro, mayordomo mayor de Alfonso XI y luego Conde de Benavente, a quien se lo confiscó Enrique III, para concedérselo a Pedro Enríquez de Castilla, conde de Lemos, en 1394.
Más tarde, la villa pasaría a pertenecer al Arzobispo de Santiago de Compostela, Pedro de Luna, que se la vendería en 1445 a Pedro Álvarez Osorio, casado con Beatriz Enríquez de Castilla, quien era hija de Pedro Enríquez de Castilla, conde de Lemos.
Una descripción de un documento del archivo del monasterio de Santiago de finales del siglo XV, nos habla de «sus calles estrechas y, debido a este trazado y a su oscuridad, se cometían durante la noche toda clase de delitos. Había en ella muchos pobres y no disponían de bienes propios. Sus vecinos eran campesinos que vendían en las puertas de sus casas: vino, panes, pescado, fruta, aceite, paja, cebada, carneros y cabritos. También lo hacían los hidalgos». El fraile servita alemán Hermann Kuning de Bach deja anotados sus recuerdos al pasar en 1495, especialmente en lo que se refiere al vino. 
En 1486, los Reyes Católicos convierten el Señorío en Marquesado de Villafranca del Bierzo a favor de Luis Pimentel y Pacheco –hijo del Conde de Benavente- y Juana Osorio y Bazán. Su hija y heredera María, casó con Pedro Álvarez de Toledo de la casa de Alba, que sería Virrey de Nápoles y a partir del cual, los marqueses comienzan a acumular títulos nobiliarios hasta llegar a ser Grandes del Reino con el décimo Marqués (Antonio Álvarez de Toledo Osorio) título concedido por Carlos III, o condes de Peña Ramiro desde 1871.
También pasó por Villafranca el emperador Carlos V cuando se dirige a Santiago para convocar las Cortes de 1520, origen de la guerra de las Comunidades. Aquí recibió a una comisión de castellanos que solicitan se celebren las Cortes en Castilla.
En los siglos XIV y XV, se desarrolló un núcleo de artesanos y una incipiente burguesía gremial que daría auge y esplendor a la villa y que iría en aumento en años sucesivos, como demuestran los importantes edificios (Castillo, Colegiata y conventos de la Concepción, San José, la Anunciada, Colegio de la Compañía de Jesús, Hospital de Santiago...) que se construyen a lo largo del XVI y XVII.
La abadía cluniacense había entrado en crisis y a principios del siglo XIV estaba en estado ruinoso aunque pervivió ocupada por los monjes hasta principios del XVI, bajo la advocación de la Asunción de Nuestra Señora. Al llegar el Marqués a Virrey de Nápoles en 1529, aprovecha su alta situación política para obtener la transformación del monasterio cluniacense en colegiata de canónigos, extendiendo los Papas cuatro bulas favoreciendo la erección (1529, 1531 y 1532) y llegando a tener abad mitrado, 24 canónigos dependientes de Roma y 60 parroquias bajo su jurisdicción.
Cerca del Castillo se encontraba el convento de Dominicas de la Laura, fundado a principios del siglo XVII por María de Toledo, duquesa de Alba, que viajó a Peñalba para traer importantes reliquias de San Genadio y sus compañeros, y que se trasladaría a los pocos años a Valladolid.
En 1715 una gran inundación anegó el convento de la Anunciada y muchas casas, suponemos que en la zona de la calle del Agua, por ser la parte más baja. El año 1589 sufrió el azote de la peste y fueron muchas las víctimas.
En los siglos XVII y XVIII llegó a ser un destacado centro comercial, artístico y cultural. El Marqués nombra para el gobierno de la villa y once localidades de su jurisdicción dos alcaldes ordinarios, un corregidor, seis regidores y cinco escribanos de número. La economía se basa en un nutrido grupo de artesanos (casi el 50 por ciento de la población), que unido a la actividad ganadera y agrícola, genera la celebración de ferias y mercados concurridos. Las ferias anuales de San Antonio y de Santiago se celebran desde época medieval.
También fue en esta época la capital religiosa de El Bierzo, tanto por el número de eclesiásticos como por las rentas que recibía la Iglesia. A mediados del s. XVIII contaba con 41 clérigos, incluidos abad y canónigos de la colegiata y 131 religiosos: 18 jesuitas, 36 religiosos en San Francisco, 29 concepcionistas, 26 clarisas y 22 agustinas recoletas. Como antes se apuntó, el Cabildo de la Colegiata de Santa María, exenta de la jurisdicción de Astorga, dependía de la Silla Apostólica con mesa, fábrica, bolsa común y todas las insignias colegiales. De él salieron hombres ilustres como su presidente Diego Muñoz-Torrero, el protagonista más destacado de las Cortes de Cádiz y de la Constitución de 1812. En el siglo XIX pasaría a ser iglesia parroquial de la Asunción.

### SiglosXIXyXXy la provincia del Bierzo

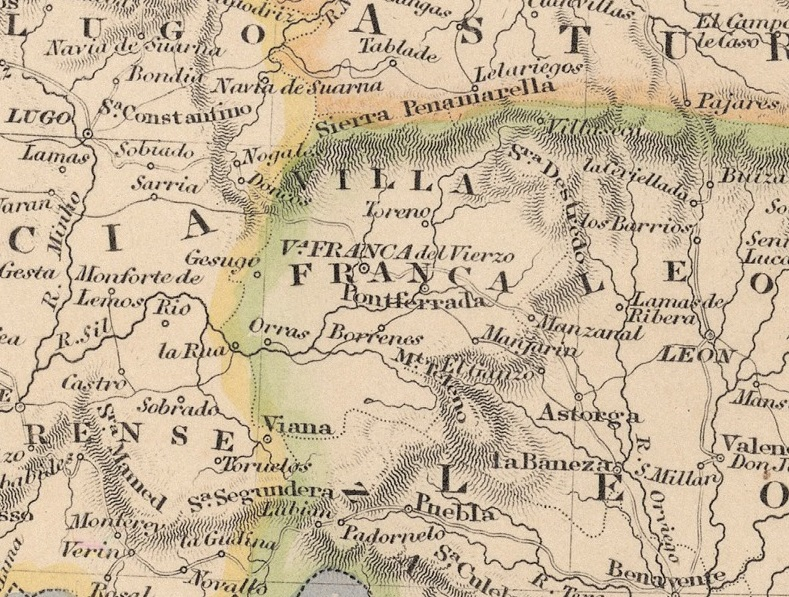
Detalle de la provincia de Villafranca existente durante el Trienio Liberal en el mapa Spain & Portugal, realizado por John Dower

Durante la Guerra de la Independencia, la villa destacó por ser Cuartel General del Ejército de Galicia (en junio de 1808), así como sede de la Junta Superior de León (en 1811). Saqueada tres veces por los fugitivos ingleses en este conflicto bélico, sería esquilmada por los franceses, que también la ocuparon. Desmantelaron el castillo, robaron en la Colegiata y la Anunciada, profanaron las tumbas de San Lorenzo de Brindis y de los marqueses, quemaron el archivo municipal. Aquí murió en 1808 el general que dirigía las tropas españolas contra Napoleón, Antonio Filangieri. Liberada por tercera vez y ya definitivamente, en 1810, se convirtió en el centro de operaciones para la conquista de Astorga, al mando del general José María de Santocildes.
El 27 de enero de 1822 se crea la Provincia de Villafranca del Bierzo por decreto de las Cortes, que incluía El Bierzo y Valdeorras (actualmente en la provincia de Orense), Laciana y parte de La Cabrera. En junio fue constituida la primera Diputación de la nueva provincia, con capital en la Villa y abarcando además de esta, las villas de Toreno, Ponferrada, Bembibre y El Barco de Valdeorras, entre otras, hecho que solo duraría diez años pues la nueva división administrativa decretada el 30 de noviembre de 1833 repartiría su territorio entre las provincias de Orense y León, integrándose Villafranca, al igual que el resto del Bierzo, en la provincia de León, dentro de la Región Leonesa.
El 14 y 15 de agosto de 1858, la villa recibiría la visita de la Reina Isabel II y del Príncipe de Asturias, futuro Alfonso XII, con desfiles, fuegos de artificio, arco floral en la plaza mayor y estancia en el Palacio de la Marquesa de Campomanes, en la calle del Agua.
Hasta mediados de siglo XX mantuvo su hegemonía dentro de El Bierzo gracias a su destacado papel en lo funcional, administrativo y demográfico. La base económica se centraba en la artesanía, el comercio local, las ferias y las actividades administrativas.
En 1965, el casco antiguo de Villafranca fue declarado Conjunto Histórico-Artístico mediante el Decreto 1506/1065, mientras que dos años después, en 1967, el municipio villafranquino integró en su seno al hasta entonces municipio de Paradaseca. Asimismo, en 1990 la entidad local menor de Villabuena-San Clemente se segregó del municipio de Villafranca para agregarse al de Cacabelos.

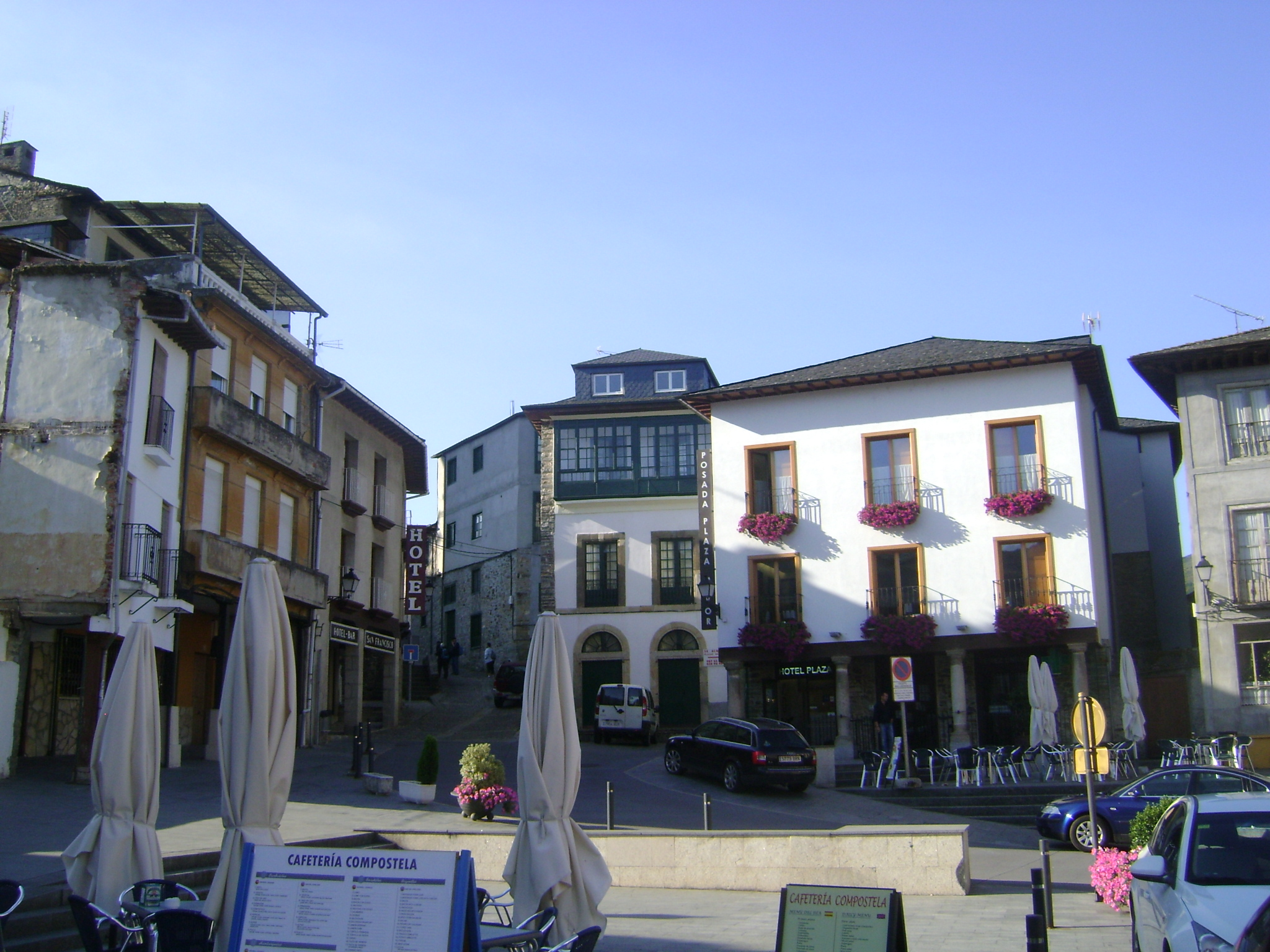
Imagen de la villa.

Hasta 1966 fue cabeza de uno de los dos partidos judiciales en que se dividía El Bierzo, pasando después su jurisdicción al de Ponferrada.

## Demografía
Cuenta con una población de 2659 habitantes (INE 2024).
| Gráfica de evolución demográfica de Villafranca del Bierzo entre 1842 y 2021 |
| |
| Población de derecho según los censos de población del INE. Población de hecho según los censos de población del INE. En 1967 crece el término del municipio porque incorpora a Paradaseca. |

Distribución de la población
La población se dispone en diferentes núcleos de población, muchos de los cuales pertenecían al antiguo municipio de Paradaseca, anexionado en 1967:
| Entidad de Población | Coordenadas                               | Pob. (2017) | Mapa |
| --- | ----------------------------------------- | ----------- | --- |
| Villafranca del Bierzo | 42°36′30″N 6°48′30″O / 42.60833, -6.80833 | 2241        | \| Villafranca · del Bierzo Campo del Agua Cela Landoiro Paradaseca Paradiña Pobladura de Somoza Porcarizas Prado de Paradiñas Puente de Rey Tejeira Valtuille · de Abajo Valtuille · de Arriba Veguellina Vilela Villar de Acero Castro Bergidum Carboeiros Laguna Rastro \| |
| Campo del Agua | 42°46′31″N 6°49′31″O / 42.77528, -6.82528 | 31          | \| Villafranca · del Bierzo Campo del Agua Cela Landoiro Paradaseca Paradiña Pobladura de Somoza Porcarizas Prado de Paradiñas Puente de Rey Tejeira Valtuille · de Abajo Valtuille · de Arriba Veguellina Vilela Villar de Acero Castro Bergidum Carboeiros Laguna Rastro \| |
| Cela | 42°41′01″N 6°49′41″O / 42.68361, -6.82806 | 26          | \| Villafranca · del Bierzo Campo del Agua Cela Landoiro Paradaseca Paradiña Pobladura de Somoza Porcarizas Prado de Paradiñas Puente de Rey Tejeira Valtuille · de Abajo Valtuille · de Arriba Veguellina Vilela Villar de Acero Castro Bergidum Carboeiros Laguna Rastro \| |
| Landoiro | 42°37′37″N 6°48′26″O / 42.62694, -6.80722 | 11          | \| Villafranca · del Bierzo Campo del Agua Cela Landoiro Paradaseca Paradiña Pobladura de Somoza Porcarizas Prado de Paradiñas Puente de Rey Tejeira Valtuille · de Abajo Valtuille · de Arriba Veguellina Vilela Villar de Acero Castro Bergidum Carboeiros Laguna Rastro \| |
| Paradaseca | 42°41′01″N 6°48′06″O / 42.68361, -6.80167 | 50          | \| Villafranca · del Bierzo Campo del Agua Cela Landoiro Paradaseca Paradiña Pobladura de Somoza Porcarizas Prado de Paradiñas Puente de Rey Tejeira Valtuille · de Abajo Valtuille · de Arriba Veguellina Vilela Villar de Acero Castro Bergidum Carboeiros Laguna Rastro \| |
| Paradiña | 42°40′47″N 6°45′21″O / 42.67972, -6.75583 | 18          | \| Villafranca · del Bierzo Campo del Agua Cela Landoiro Paradaseca Paradiña Pobladura de Somoza Porcarizas Prado de Paradiñas Puente de Rey Tejeira Valtuille · de Abajo Valtuille · de Arriba Veguellina Vilela Villar de Acero Castro Bergidum Carboeiros Laguna Rastro \| |
| Pobladura de Somoza | 42°38′54″N 6°46′40″O / 42.64833, -6.77778 | 35          | \| Villafranca · del Bierzo Campo del Agua Cela Landoiro Paradaseca Paradiña Pobladura de Somoza Porcarizas Prado de Paradiñas Puente de Rey Tejeira Valtuille · de Abajo Valtuille · de Arriba Veguellina Vilela Villar de Acero Castro Bergidum Carboeiros Laguna Rastro \| |
| Porcarizas | 42°45′35″N 6°49′41″O / 42.75972, -6.82806 | 18          | \| Villafranca · del Bierzo Campo del Agua Cela Landoiro Paradaseca Paradiña Pobladura de Somoza Porcarizas Prado de Paradiñas Puente de Rey Tejeira Valtuille · de Abajo Valtuille · de Arriba Veguellina Vilela Villar de Acero Castro Bergidum Carboeiros Laguna Rastro \| |
| Prado de Paradiñas | 42°42′09″N 6°45′08″O / 42.70250, -6.75222 | 25          | \| Villafranca · del Bierzo Campo del Agua Cela Landoiro Paradaseca Paradiña Pobladura de Somoza Porcarizas Prado de Paradiñas Puente de Rey Tejeira Valtuille · de Abajo Valtuille · de Arriba Veguellina Vilela Villar de Acero Castro Bergidum Carboeiros Laguna Rastro \| |
| Puente de Rey | 42°37′42″N 6°47′59″O / 42.62833, -6.79972 | 24          | \| Villafranca · del Bierzo Campo del Agua Cela Landoiro Paradaseca Paradiña Pobladura de Somoza Porcarizas Prado de Paradiñas Puente de Rey Tejeira Valtuille · de Abajo Valtuille · de Arriba Veguellina Vilela Villar de Acero Castro Bergidum Carboeiros Laguna Rastro \| |
| Tejeira | 42°45′27″N 6°51′17″O / 42.75750, -6.85472 | 64          | \| Villafranca · del Bierzo Campo del Agua Cela Landoiro Paradaseca Paradiña Pobladura de Somoza Porcarizas Prado de Paradiñas Puente de Rey Tejeira Valtuille · de Abajo Valtuille · de Arriba Veguellina Vilela Villar de Acero Castro Bergidum Carboeiros Laguna Rastro \| |
| Valtuille de Abajo | 42°35′40″N 6°45′46″O / 42.59444, -6.76278 | 104         | \| Villafranca · del Bierzo Campo del Agua Cela Landoiro Paradaseca Paradiña Pobladura de Somoza Porcarizas Prado de Paradiñas Puente de Rey Tejeira Valtuille · de Abajo Valtuille · de Arriba Veguellina Vilela Villar de Acero Castro Bergidum Carboeiros Laguna Rastro \| |
| Valtuille de Arriba | 42°36′58″N 6°45′53″O / 42.61611, -6.76472 | 91          | \| Villafranca · del Bierzo Campo del Agua Cela Landoiro Paradaseca Paradiña Pobladura de Somoza Porcarizas Prado de Paradiñas Puente de Rey Tejeira Valtuille · de Abajo Valtuille · de Arriba Veguellina Vilela Villar de Acero Castro Bergidum Carboeiros Laguna Rastro \| |
| Veguellina | 42°42′17″N 6°46′56″O / 42.70472, -6.78222 | 22          | \| Villafranca · del Bierzo Campo del Agua Cela Landoiro Paradaseca Paradiña Pobladura de Somoza Porcarizas Prado de Paradiñas Puente de Rey Tejeira Valtuille · de Abajo Valtuille · de Arriba Veguellina Vilela Villar de Acero Castro Bergidum Carboeiros Laguna Rastro \| |
| Vilela | 42°35′26″N 6°48′11″O / 42.59056, -6.80306 | 256         | \| Villafranca · del Bierzo Campo del Agua Cela Landoiro Paradaseca Paradiña Pobladura de Somoza Porcarizas Prado de Paradiñas Puente de Rey Tejeira Valtuille · de Abajo Valtuille · de Arriba Veguellina Vilela Villar de Acero Castro Bergidum Carboeiros Laguna Rastro \| |
| Villar de Acero | 42°43′27″N 6°48′14″O / 42.72417, -6.80389 | 39          | \| Villafranca · del Bierzo Campo del Agua Cela Landoiro Paradaseca Paradiña Pobladura de Somoza Porcarizas Prado de Paradiñas Puente de Rey Tejeira Valtuille · de Abajo Valtuille · de Arriba Veguellina Vilela Villar de Acero Castro Bergidum Carboeiros Laguna Rastro \| |
| Total |                                           | 3055        | \| Villafranca · del Bierzo Campo del Agua Cela Landoiro Paradaseca Paradiña Pobladura de Somoza Porcarizas Prado de Paradiñas Puente de Rey Tejeira Valtuille · de Abajo Valtuille · de Arriba Veguellina Vilela Villar de Acero Castro Bergidum Carboeiros Laguna Rastro \| |
| Fuente: INE, 2017 y Google Maps |                                           |             | \| Villafranca · del Bierzo Campo del Agua Cela Landoiro Paradaseca Paradiña Pobladura de Somoza Porcarizas Prado de Paradiñas Puente de Rey Tejeira Valtuille · de Abajo Valtuille · de Arriba Veguellina Vilela Villar de Acero Castro Bergidum Carboeiros Laguna Rastro \| |
| Villafranca · del Bierzo Campo del Agua Cela Landoiro Paradaseca Paradiña Pobladura de Somoza Porcarizas Prado de Paradiñas Puente de Rey Tejeira Valtuille · de Abajo Valtuille · de Arriba Veguellina Vilela Villar de Acero Castro Bergidum Carboeiros Laguna Rastro |                                           |             | |

## Símbolos
El municipio carece de símbolos oficiales que lo representen por lo que a lo largo del tiempo ha utilizado diferentes diseños. Así, según José María Luengo, la descripción más antigua del escudo es la existente en la cruz concedida a las tropas en 1817, en la que se cita un campo de azur y un león saliendo de una montaña. En 1860, Juan de Dios de la Rada en su Viaje de SS. MM. y AA. por Castilla, León, Asturias y Galicia verificado en el verano de 1858 reproduce un escudo en campo de azur, con león de oro, coronado, naciente, y timbrado con corona de marqués. Dicho diseño aparece en las vidrieras del Palacio de los Guzmanes y junto al resto de escudos de partidos judiciales de la provincia en la cabecera del Boletín Oficial de la provincia de León en 1927. Por último, en el sitio web del Ayuntamiento utilizan un diseño cuyos colores difieren de los registrados anteriormente.

## Administración y política
| Partido político                         | 2015  | 2015       | 2015 |
| Partido político                         | %     | Concejales |      |
| Partido Popular (PP)                     | 38,33 | 5          |      |
| Partido Socialista Obrero Español (PSOE) | 27,39 | 3          |      |
| Unión del Pueblo Leonés (UPL)            | 18,98 | 2          |      |
| Ciudadanos (Cs)                          | 7,31  | 1          |      |

## Cultura

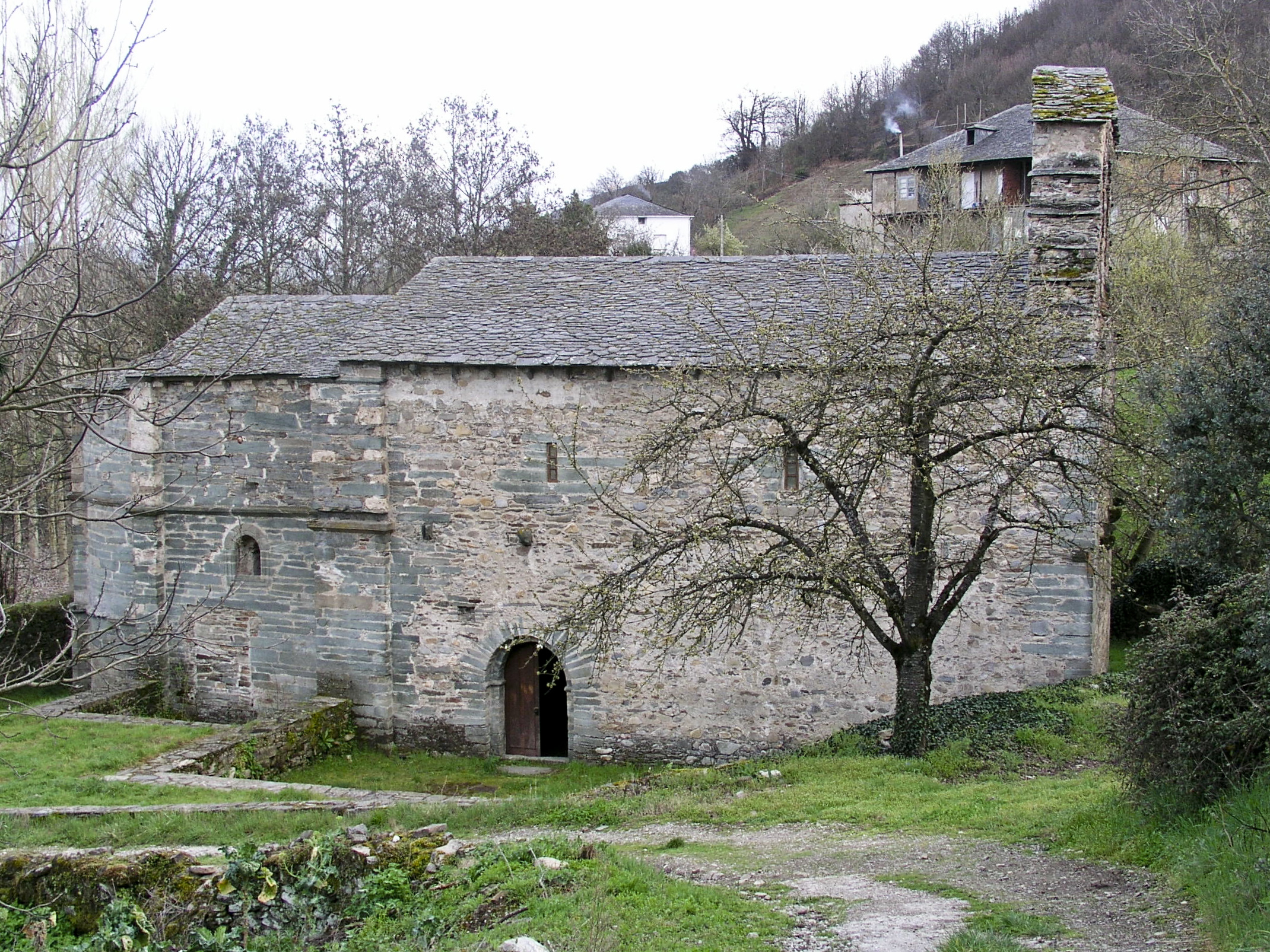
Iglesia de San Juan o de San Fiz de Viso

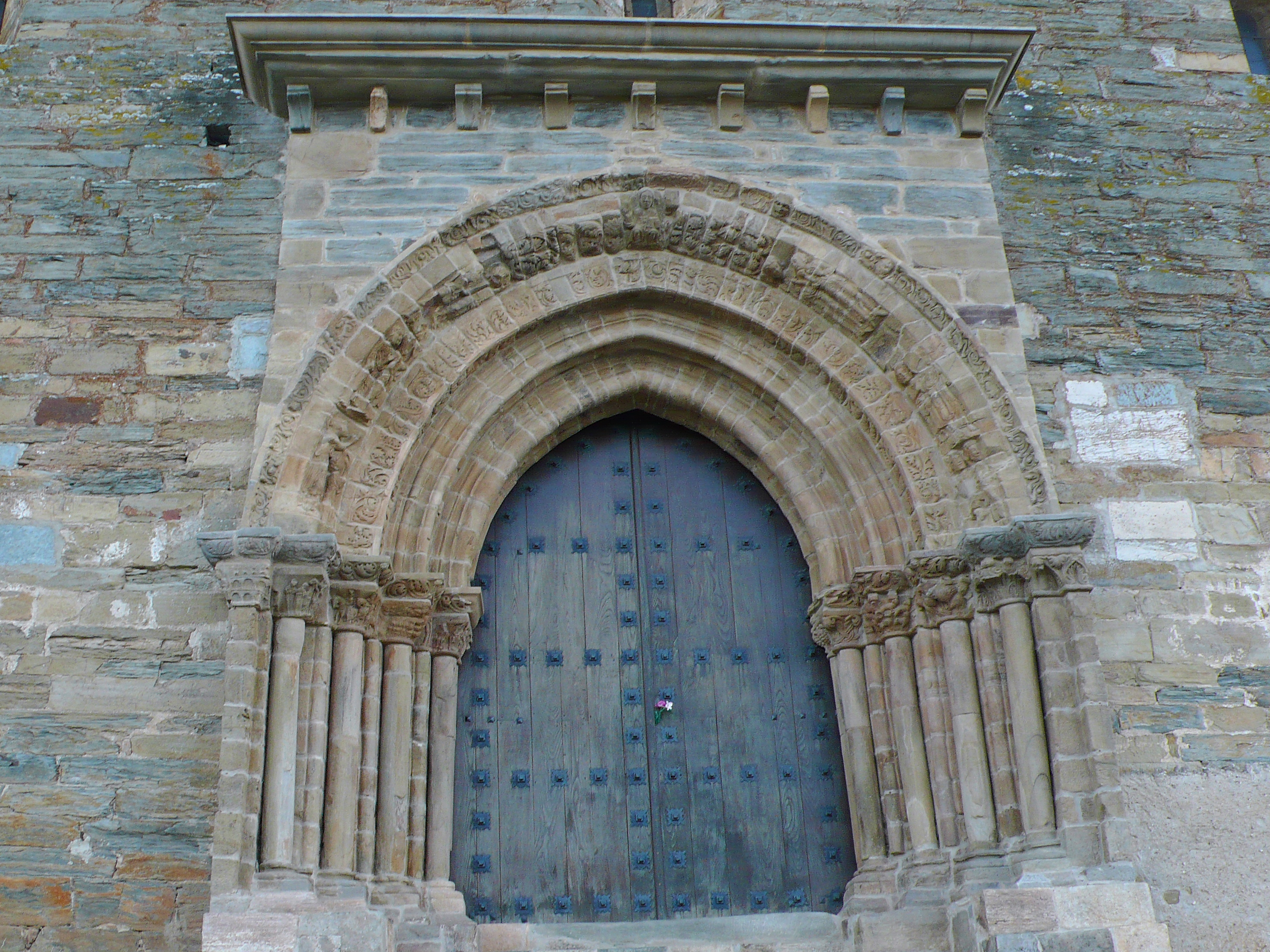
Puerta del Perdón de la Iglesia de Santiago Apóstol

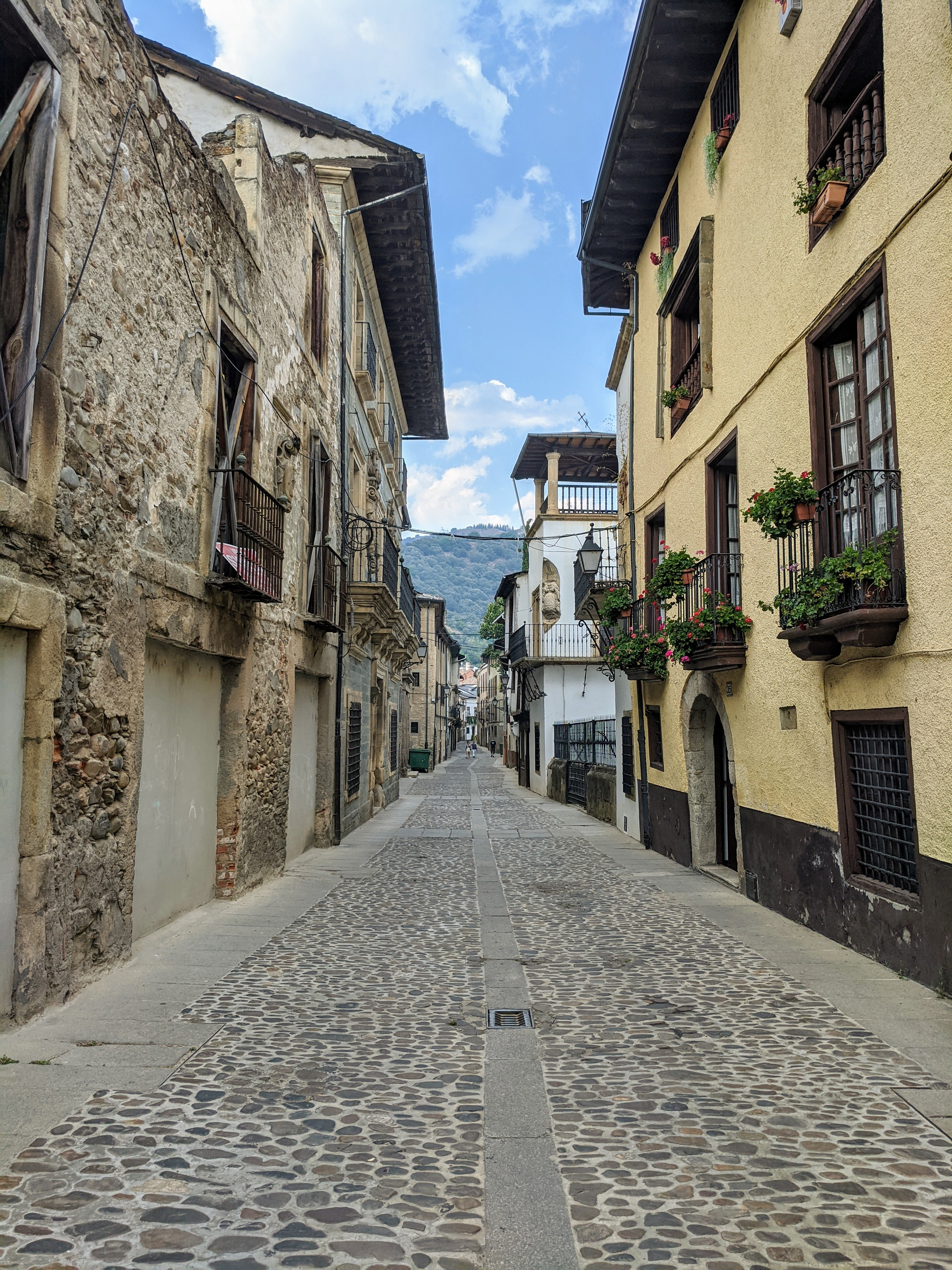
Calle del Agua

Forma parte del Camino de Santiago, formando etapa y meta al mismo tiempo, en la iglesia dedicada al Apóstol, en la villa, puede ganarse la indulgencia. La localidad fue declarada Conjunto histórico-artístico en 1965.

### Patrimonio arquitectónico
- Santa Iglesia Colegiata de Santa María de Cluny - siglos XVI-XVII
- Iglesia de San Nicolás el Real - siglo XVII
- Iglesia de Santiago Apóstol - siglos XII-XIII
- Monasterio de San Francisco de Asís - siglo XIII
- Castillo de los Condes de Peña Ramiro - siglo XVI
- Convento de La Anunciada - siglo XVII
- Convento de San José
- Convento de La Concepción
- Convento de La Divina Pastora
- Iglesia de San Juan o de San Fiz de Viso - siglos XII-XIII
- Palacio de Torquemada
- Palacio de Los Toledo
- Teatro Villafranquino

### Patrimonio natural

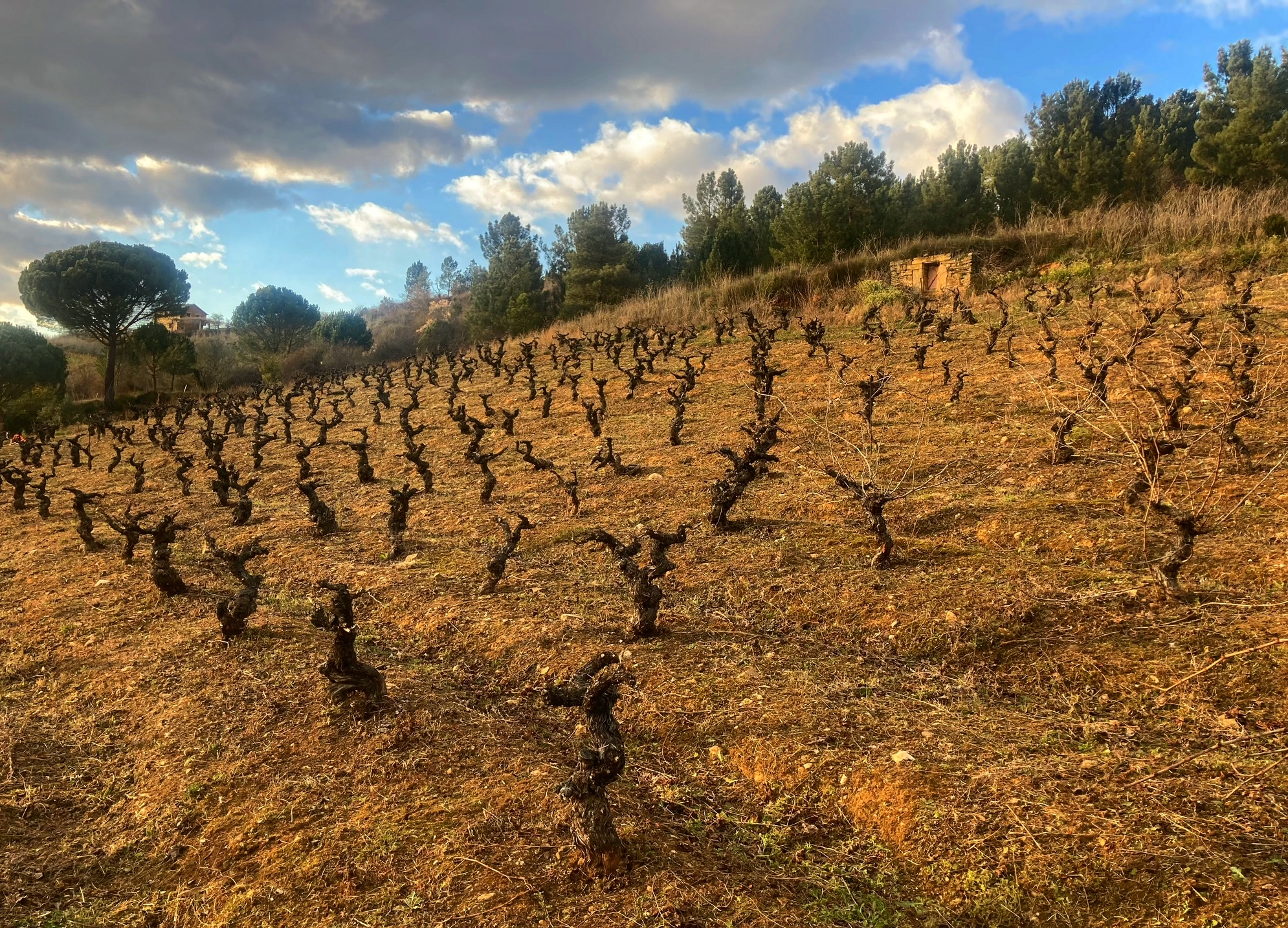
Viñedos Históricos de Villafranca

- Jardín de la Alameda
- Viñedos Históricos de VillafrancaHistóricos Viñedos Viejos.
- El valle del Burbia
- El valle del Valcarce
- Yacimiento aurífero de La Leitosa

### Festividades y eventos
- Fiestas del Cristo, el 14 de septiembre.
- Santo Tirso, el 28 de enero.
- Fiesta de San Blas, el 3 de febrero.
- Cinefranca, en el mes de febrero.
- Bierzo Fuera de Serie, primavera.
- Festival de Cine Cubano, abril.
- Semana Santa.
- Festa do Maio, el 1 de mayo, declarada de Interés turístico provincial.
- Feria de San Antonio.
- Fiesta de la poesía, en el mes de junio.
- Fiesta y feria de Santiago, el 25 de julio.
- Fiestizaje, en julio.
- Musicamino.
- Fiesta del turista, en agosto.
- Romería de Fombasallá, el 15 de agosto.[20]

## Ciudades hermanadas
La localidad de Villafranca del Bierzo participa en la iniciativa de hermanamiento de ciudades promovida, entre otras instituciones, por la Unión Europea. A partir de esta iniciativa se han establecido lazos con la siguiente localidad:
|                      | País      |  | Localidad |
| Bandera de Venezuela | Venezuela |  | El Tocuyo |
| -------------------- | --------- |  | --------- |